# Cody Zeller

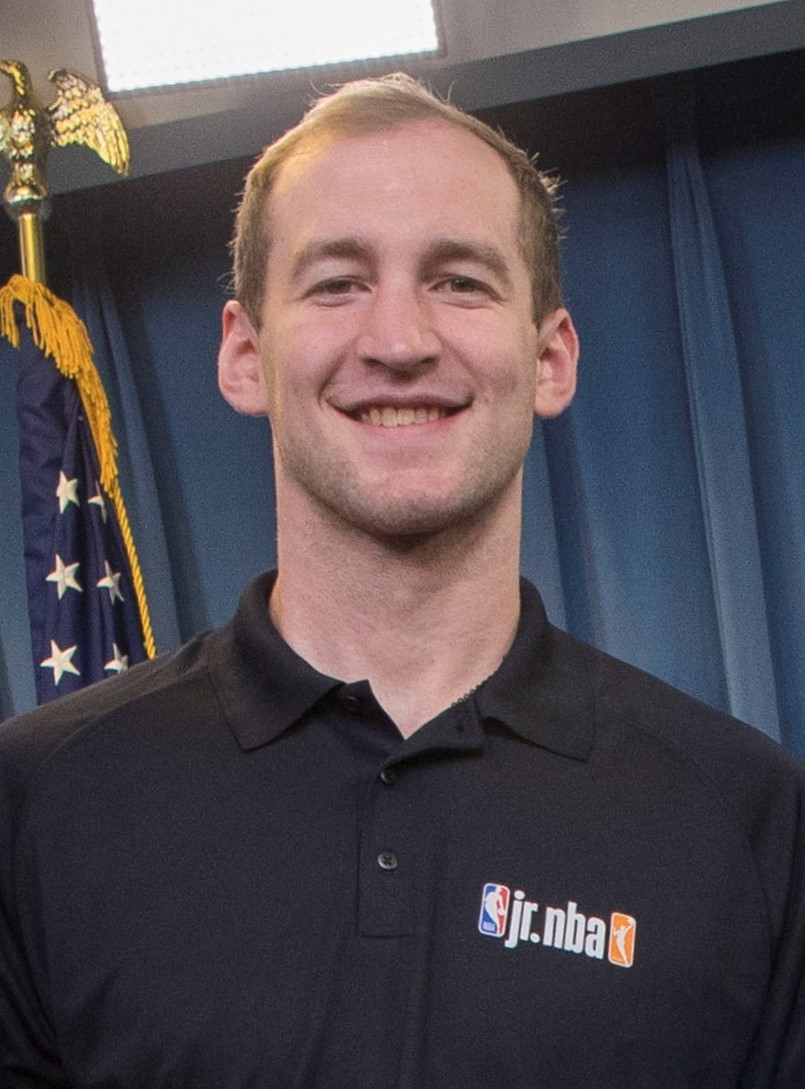
Cody Zeller, 2019.

Cody Allen Zeller, född 5 oktober 1992 i Washington i Indiana, är en amerikansk professionell basketspelare (C) som spelar för Houston Rockets i National Basketball Association (NBA). Han har tidigare spelat för Charlotte Bobcats/Hornets, Portland Trail Blazers, Miami Heat, New Orleans Pelicans och Atlanta Hawks.
Zeller draftades av Charlotte Bobcats i första rundan i 2013 års draft som fjärde spelare totalt.
Innan han blev proffs studerade Zeller vid Indiana University Bloomington och spelade för deras idrottsförening Indiana Hoosiers.
Han är bror till Luke Zeller och Tyler Zeller samt systerson till Al Eberhard.